# Horî, Jovkva
Horî (în ucraineană Гори) este un sat în comuna Zibolkî din raionul Jovkva, regiunea Liov, Ucraina.

## Demografie
Componența lingvistică a localității Horî
     Ucraineană (100%)
Conform recensământului din 2001, toată populația localității Horî era vorbitoare de ucraineană (100%).